# Прохідний вимикач

Звичайний і прохідний вимикачі

Найпростіша схема підключення прохідних вимикачів

Трапляються випадки, коли потрібно організувати, щоб освітлення певної ділянки вмикалося і вимикалося із різних протилежних точок. Це зручно у довгих коридорах, на сходах, тощо. Коли користувач, скажімо, перед підйомом на верхні поверхи увімкнув світло біля вхідних дверей, піднявся сходами, і зверху вимкнув.
Робиться така схема за допомогою пари чи більшої кількості прохідних вимикачів.

## Будова і схема включення
Прохідним вимикачем називають вимикач, у якому, на відміну від традиційного вимикача, задіяно не пару контактів, а три контакти; себто, пристрій, який являє собою побутовий перемикач.

### Найпростіша схема включення
Розглянемо найпростішу схему, у якій навантаженням буде необхідна кількість паралельно підключених ламп, і задіяна пара прохідних вимикачів (скажімо, один знизу, другий зверху сходової клітки).
Варіант перший, як зображено на рис. 2.
Струм протікає від точки 220/1 через контакти 1/1 першого вимикача, його центральний контакт, лампи, контакти центральний та 2/2 другого вимикача на 220/2.
Варіант другий. Вимикання будь-якого вимикача
При перемиканні одного з двох вимикачів: чи першого в 1/2, чи другого в 2/1 відбувається розрив ланцюга, описаного в Першому варіанті.
Варіант третій. Перемикання обох вимикачів одразу
Якщо перемкнути одразу обидва вимикача, струм протікатиме по колу: 220/1 — 2/1  —  центр.2 — лампи — центр.1  — 1/2  — 220/2, і лампи знову будуть світити.
За потреби (довгий коридор, в якому багато кабінетів; великі суцільні гвинтові сходи, тощо) схему ускладнюють, додаючи всередину каскаду багатоконтактні прохідні вимикачі.